# 瑪麗亞鎮 (哥倫比亞)
5°00′N 75°30′W / 5.000°N 75.500°W

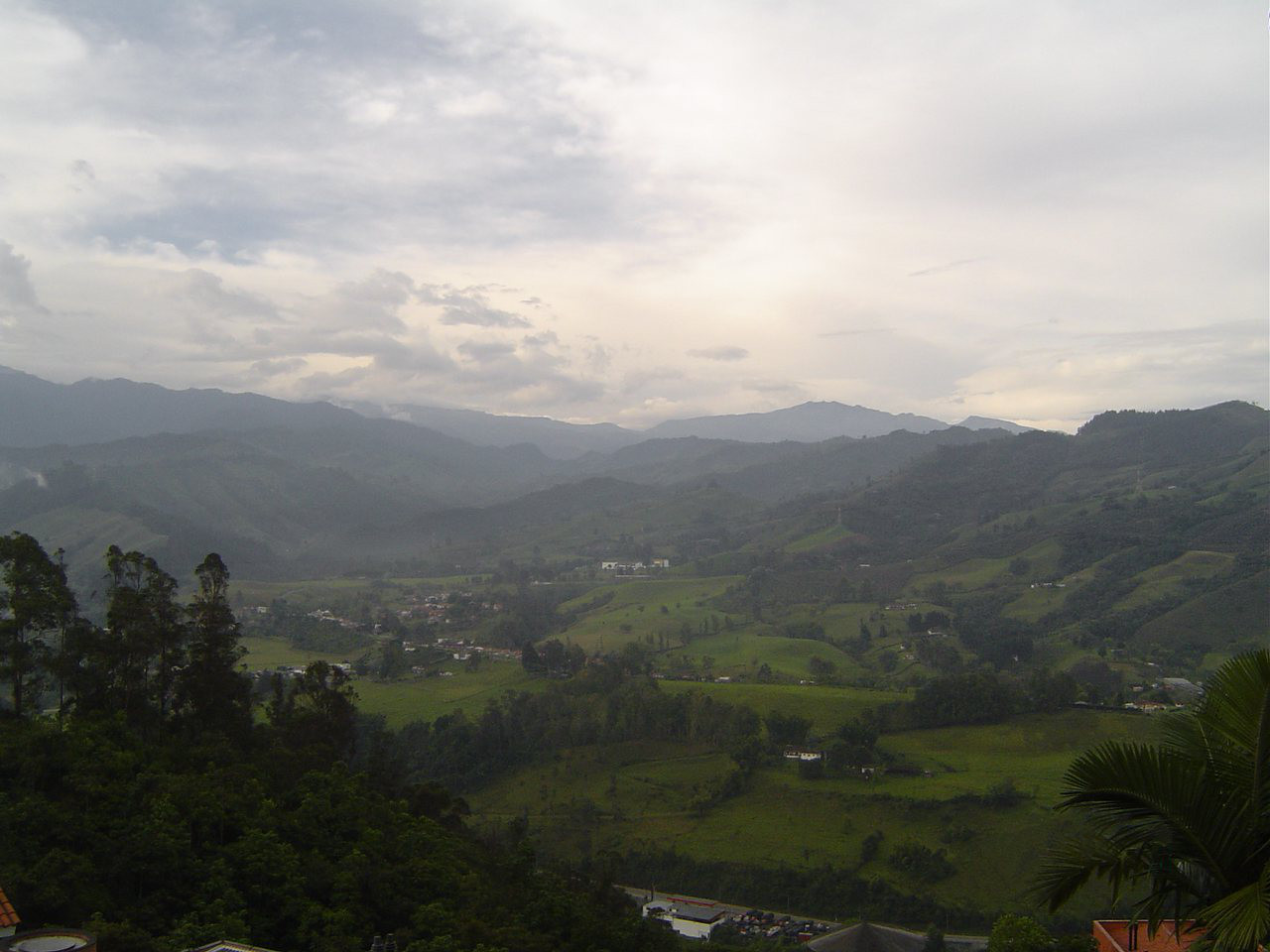

瑪麗亞鎮（西班牙語：Villamaría）是哥倫比亞的城鎮，位於該國中部，由卡爾達斯省負責管轄，距離首都波哥大4公里，始建於1852年10月19日，面積461平方公里，海拔高度1,920米，2005年人口48,322。